# Noyal-Châtillon-sur-Seiche
Noyal-Châtillon-sur-Seiche is een gemeente in het Franse departement Ille-et-Vilaine (regio Bretagne). De plaats maakt deel uit van het arrondissement Rennes. Noyal-Châtillon-sur-Seiche telde op 1 januari 2022 7.995 inwoners.

## Geografie
De oppervlakte van Noyal-Châtillon-sur-Seiche bedroeg op 1 januari 2022 26,51 vierkante kilometer; de bevolkingsdichtheid was toen 301,6 inwoners per km².

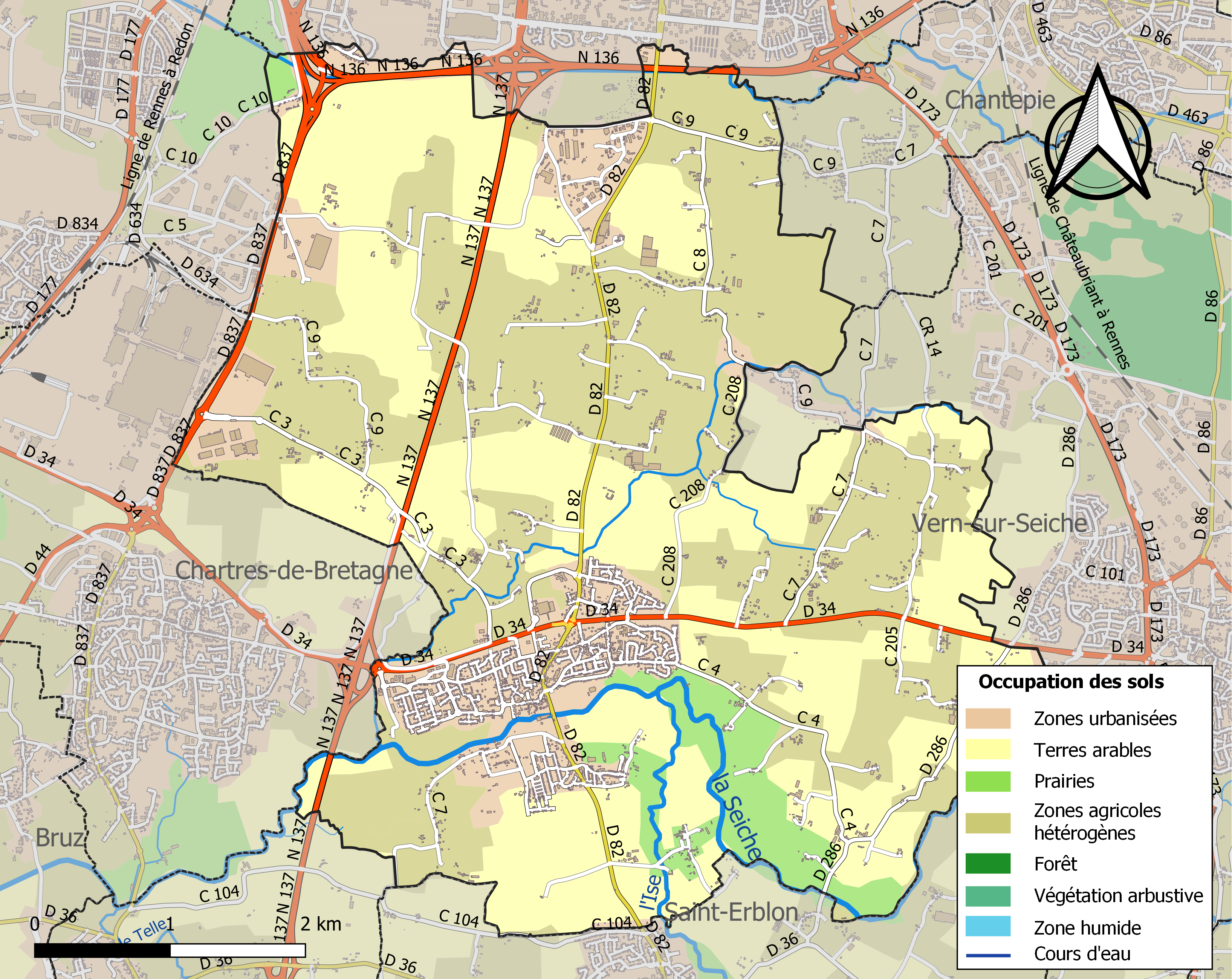
Kaart van de gemeente met belangrijkste infrastructuur, bodemgebruik en omliggende gemeenten

## Demografie
Onderstaande figuur toont het verloop van het inwonertal, bron: INSEE-tellingen. 